# Могильщик уссурийский
Могильщик уссурийский (Nicrophorus ussuriensis) — вид жуков-мертвоедов из подсемейства могильщиков.

## Описание
Жуки длиной 16-18 мм. Переднеспинка поперечная с закругленными углами и узкими боковыми полями. Надкрылья чёрного цвета с двумя узкими перевязями оранжево-красного цвета, хорошо заметными лишь у свеже вышедших из куколки экземпляров. В энтомологических коллекциях при хранении перевязи у жуков приобретают бурый цвет и становятся плохо заметными, особенно задняя. Булава усиков двухцветная либо же все членики тёмно-бурого цвета. Виски у самцов несколько длиннее, чем у самок. На плечах надкрылий и около их бокового края вблизи вершин располагаются чёрные волоски. Эпиплевры надкрылий красного цвета. Заднегрудь покрыта черно-коричневыми волосками. Брюшко, за исключением пигидия, покрыто чёрными волосками. Пигидий покрыт чёрно-коричневыми волосками. Вертлуги задних ног имеют короткие острые зубчики у обоих полов. Задние голени прямые.

## Ареал
Приморский край России, северо-восток Китая.

## Биология
Являются некрофагами: питаются падалью как на стадии имаго, так и в личиночной стадии. Жуки закапывают трупы мелких животных в почву и проявляют развитую заботу о потомстве — личинках, подготавливая для них питательный субстрат. Из отложенных яиц выходят личинки с 6 малоразвитыми ногами и группами из 6 глазков с каждой стороны. Интересной особенностью могильщиков является забота о потомстве: хотя личинки способны питаться самостоятельно, родители растворяют пищеварительными ферментами ткани трупа, готовя для них питательный «бульон».